# HBN Le Guepard
HBN Computeur Le Guepard (Le Guepard) је био професионални рачунар фирме HBN Computeur који је почео да се производи у Француској од 1982. године.
Користио је Zilog Z80 A као микропроцесор. RAM меморија рачунара је имала капацитет од 64 KB (до 256 kb). 
Као оперативни систем кориштен је CP/M+ или MP/M.

## Детаљни подаци
Детаљнији подаци о рачунару Le Guepard су дати у табели испод.
|                       | |
| [ 1 ]                 | |
| Произвођач            | |
| Тип                   | професионални рачунар                                                                                          |
| Меморија              | 64 (до 256 )                                                                                                   |
| Поријекло             | Француска |
| Година                | 1982 |
| Тастатура             | QWERTY / AZERTY тастатура са пуним помаком тастера, са одвојеном нумеричком тастатуром и 15 функцијска тастера |
| Процесор              | |
| Фреквенција процесора | 4 |
| RAM                   | 64 (до 256 )                                                                                                   |
| ROM                   | 2 (све до 16 )                                                                                                 |
| Текст                 | уграђени 12 монитор (моно или у боји)                                                                          |
| Графика               | непознато |
| Боја                  | 32 |
| Звук                  | 3 гласа |
| Димензије             | 45 x 55 x 34 / 25                                                                                              |
| Портови               | |
| Оперативни систем     | |